# Georgiana xanthomelaena
Georgiana xanthomelaena là một loài bọ cánh cứng trong họ Cerambycidae.